# Франсуа Озон
Франсуа́ Озо́н (фр. François Ozon; *15 листопада, 1967, Франція) — відомий французький кінорежисер і сценарист, який завоював світову популярність завдяки своїм фільмам «8 жінок» (фр. 8 Femmes, 2002) та «Басейн» (англ. Swimming Pool, 2003). Франсуа Озон вважається одним з найпомітніших режисерів «нової хвилі» у Франції.

## Біографія
Син біолога і викладачки французької мови, Франсуа Озон, старший з чотирьох дітей, отримав католицьку освіту. У дитинстві працював моделлю.
Закінчивши навчання у французькій кінематографічній школі «La Fémis» у 1993 році, Озон створив кілька короткометражних фільмів, зокрема, «Маленька смерть» (фр. La Petite Mort, 1995), «Літня сукня» (фр. Une robe d'été, 1996) і «Подивися на море» (фр. Regarde La Mer 1997). У цих та інших короткометражках тих років вже проявився характерний для Озона стиль. Його першим повнометражним режисерським дебютом стала стрічка «Щурятник» (фр. Sitcom, 1998), яка була добре сприйнята критиками і глядачами.
Після адаптації сценарію Фасбіндера під назвою «Краплі дощу на розпечених каменях» (фр. Gouttes d’eau sur pierres brûlantes, 2000), Озон зняв фільм, який зробив його ім'я широко відомим за межами Франції — «8 жінок», де зіграла плеяда таких зірок французького кінематографа, як Катрін Денев, Ізабель Юппер, Фанні Ардан і Еммануель Беар. Цей фільм завоював комерційний успіх багато в чому завдяки вдалому поєднанню музичних ретро-номерів, детективної історії вбивства Робера Тома і сценографії в стилі Голлівудських фільмів 1950-х років.
У 2003 році вийшов фільм «Басейн», в якому знялися Шарлотта Ремплінг і Людівін Саньє. На думку самого Озона, це дуже особистий фільм, який розкриває секрети важкої роботи над написанням роману або сценарію. «Басейн» став першим англомовним фільмом режисера .

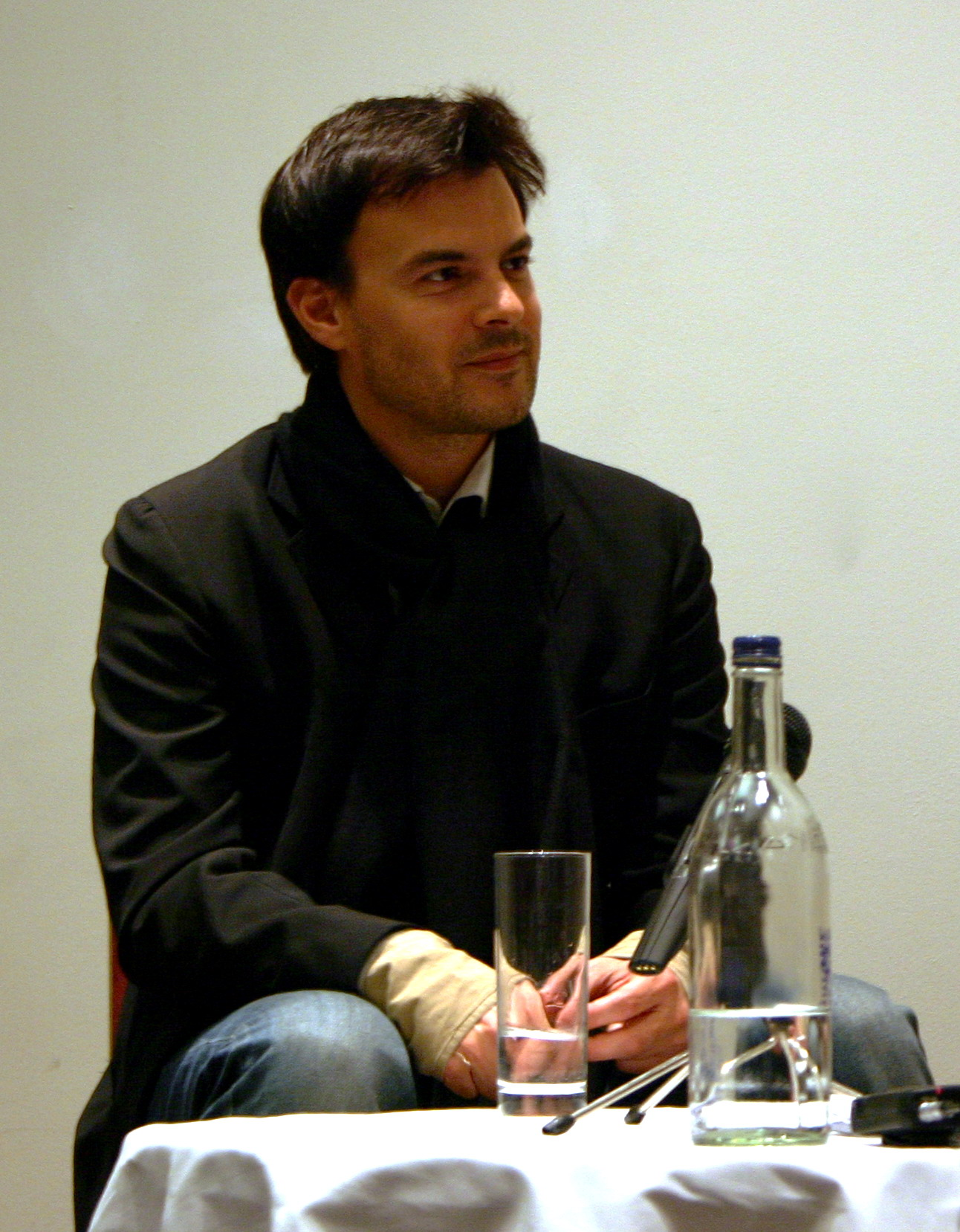
Франсуа Озон у 2005 році

У 2004 році Озон завершив роботу над фільмом «5x2», в якому показані п'ять етапів руйнування шлюбу двох людей. 2005 рік ознаменувався виходом на екрани картини «Час прощання» (фр. Le Temps Qui Reste). Картина оповідає про долю молодого фотографа-гея (у виконанні Мельвіля Пупо), якому поставлено діагноз «невиліковний рак» і який повільно згасає від хвороби. З рідних і близьких він довіряє страшну новину тільки своїй бабусі (її грає Жанна Моро), відносини з якої складаються у нього надзвичайно тепло.
У 2007 році на екрани вийшов фільм «Ангел», знятий за однойменною повістю Елізабет Тейлор. Картина, дія якої відбувається в Англії на початку XX століття, розповідає про долю письменниці Енджел Деверелл. Фільм переважно знімався в маєтку Тінтесфілд поблизу Бристоля, а також в інших районах Великої Британії і в Бельгії. Під час знімання Озон потоваришував з головною акторкою фільму, Ромолою Гері і назвав її своєю «музою».
Світова прем'єра наступного фільму режисера, «Притулок» відбулася на Міжнародному кінофестивалі в Торонто у вересні 2009 року.
19 грудня 2011 року Озон був оголошений одним з журі 62-го Берлінського міжнародного кінофестивалю, який відбувся у лютому 2012 року.
Фільм 2013 року «Молода і прекрасна» був номінований на Золоту пальмову гілку Каннського кінофестивалю 2013 року. За фільм 2012 року «У будинку» Озон здобув премію «Європейський кіноприз», як найкращий сценарист.
Прем'єра фільму «Нова подружка» відбулася на Міжнародному кінофестивалі в Торонто у вересні 2014 року.
У 2016 році виходить драма «Франц». Прем'єра в Україні відбулася 17 листопада 2016 року.
У 2017 році світ побачив еротичний трилер «Подвійний коханець». В українських кінотеатрах фільм йшов з 2 листопада 2017 року.
Світова прем'єра фільму «З божої волі» відбулася 8 лютого 2019 року на 69-му Берлінському міжнародному кінофестивалі, де фільм брав участь в основній конкурсній програмі, здобувши Гран-прі журі — Срібного ведмедя. В Україні дистриб'ютором фільму стала компанія «Артхаус Трафік».

## Особисте життя
Володіє квартирою в центрі Парижа.
Франсуа Озон не приховує свою гомосексуальність. Тою чи іншою мірою, персонажі гомосексуальної орієнтації та пов'язані з цим елементи сюжету присутні практично у всіх його роботах.

## Громадянська позиція
У липні 2018 підтримав петицію Асоціації французьких кінорежисерів на захист ув'язненого у Росії українського режисера Олега Сенцова.

## Фільмографія
- 1997 — «Побачити море»[en] / Regarde la mer
- 1998 — Щурятник / Sitcom
- 1999 — Кримінальні коханці / Les Amants criminels
- 2000 — Краплі дощу на розпечених скелях / Gouttes d'eau sur pierres brûlantes
- 2000 — Під піском / Sous le sable
- 2002 — 8 жінок / Huit Femmes
- 2003 — Басейн/ Swimming Pool
- 2004 — 5x2 / 5x2
- 2005 — Час прощання / Le Temps Qui Reste
- 2007 — Ангел / Angel
- 2009 — Рікі / Riki
- 2009 — Притулок / The Refuge
- 2010 — Відчайдушна домогосподарка / Potiche
- 2012 — У будинку / Dans la maison
- 2013 — Молода і прекрасна / Jeune et jolie
- 2014 — Нова подружка / Une nouvelle amie
- 2016 — Франц / Frantz
- 2017 — Подвійний коханець / L'Amant Double
- 2019 — З божої волі / Grâce à Dieu
- 2020 — Літо 85-го / Été 85
- 2021 — Усе минуло добре / Tout s'est bien passé
- 2022 — Петер фон Кант / Peter von Kant